# Hedysarum mogianicum
Hedysarum mogianicum är en ärtväxtart som först beskrevs av Boris Fedtjenko, och fick sitt nu gällande namn av Boris Fedtjenko. Hedysarum mogianicum ingår i släktet buskväpplingar, och familjen ärtväxter. Inga underarter finns listade i Catalogue of Life.